# 朝比奈南
朝比奈 南（あさひな みなみ、1994年2月15日 - ）は、日本のアイドル、女優、タレントである。
元17代目ミニスカポリス副リーダー。

## 来歴
埼玉県出身。
学習院女子中等科・高等科、慶應義塾大学法学部法律学科のAO入試にて2012年入学。2016年同卒業。特技はピアノ、日本舞踊（花柳流名取）。

## 出演

### 舞台
- Angel（2016年7月9日 - 11日、ディーライト）- 逢坂陽茉莉役
- Taste Of MiVK × 企画集団Gotta!（12月6日 - 7日、高円寺Club Mission's）
- 46億年ゼミ（2017年1月12日 - 15日、中野キンケロシアター）
- シュベスターの誓い（2017年3月1日 - 5日、中野ザ・ポケット）
- 桜が咲く頃にもう一度（2017年3月29日 - 4月2日、萬劇場）
- すてきな三にんぐみ（2017年6月1日 - 4日、中目黒キンケロシアター）
- それじゃまたと言って（2017年7月13日 - 23日、劇場HOPE）
- 爆走セレナーデ（2017年8月22日 - 30日、四谷フラワースタジオ）
- 死人に心なし（2017年9月28日 - 10月1日、シアターグリーンBOX）
- ヲトメ噺〜女学生見聞録鍵奇譚〜（2017年12月13日 - 17日、中目黒キンケロシアター）
- アリスインデッドリースクール 楽園（2018年8月8日 - 19日、シアターKASSAI）- 界原依鳴役
- タイラー△（2018年9月19日 - 23日、築地ブディストホール）
- サゼン～幕～（2020年2月19日 - 24日、あうるすぽっと）
- 光と海と〜光秀と五右衛門〜（2020年11月26日 - 29日、渋谷伝承ホール）- ねね/北政所役
- アフターウォーズ（2021年5月26日 - 29日、野方区民ホール）
- 初蕾（2021年7月16日 - 18日、麻布区民センターホール）
- 春夏秋冬（2021年10月14日 - 17日、アトリエファンファーレ高円寺）
- カルパ 時空を超えて（2021年11月19日 - 21日、麻布区民ホール）
- おたふく（2022年7月15日 - 17日、麻布区民ホール）
- 独立国トンメモナイランド騒動記（2022年9月9日 - 11日、麻布区民ホール）
- 母（2022年11月4日 - 6日、麻布区民ホール）
- 十年希望～ぼくらの Sentimental Journey～（2022年12月7日 - 11日、オメガ東京）
- 小ウサギの大冒険（2023年2月10日、保谷こもれびホール）
- 七十億通りの心酔物語～上巻～（2023年3月31日 - 4月2日、荻窪小劇場）
- ＃minmoぶ（2023年6月22日 - 25日、築地本願寺ブディストホール）
- 柳橋物語（2023年7月14日 - 16日、麻布区民ホール

### 日本舞踊
- 錦会（2021年4月29日、国立劇場）
- （2021年9月19日、国立劇場）
- 秋の色種（2022年7月16日、日本橋劇場）
- 錦会（2023年2月26日、国立劇場）
- 人力の会（2023年5月16日、シアター711）

### テレビ
- そして、ユリコは一人になった（8カンテレ、田坂ひかり役）
- Theゲームうんたら - アシスタント

### 映画
- 風媒花
- リンキング・ラブ（2017年10月28日）
- 光リアル道